# Stazione di Baronissi
Stazione di Baronissi vasútállomás Olaszországban, Baronissi településen.

## Vasútvonalak
Az állomást az alábbi vasútvonalak érintik:
- Salerno-Mercato San Severino-vasútvonal

## Kapcsolódó állomások
A vasútállomáshoz az alábbi állomások vannak a legközelebb:
- Stazione di Fisciano
- Stazione di Acquamela